# Soundless Wind Chime
Pour plus de détails, voir Fiche technique et Distribution.
Soundless Wind Chime (無聲風鈴, Wúshēng fēng líng) est un film hongkongais réalisé par Kit Hung, sorti en 2009.

## Synopsis
Ricky quitte Hong Kong pour rejoindre la Suisse sur les traces de son compagnon décédé, Pascal.

## Fiche technique
- Titre : Soundless Wind Chime
- Titre original : 無聲風鈴 (Wúshēng fēng líng)
- Réalisation : Kit Hung
- Scénario : Kit Hung
- Musique : Claudio Puntin et Insa Rudolph
- Photographie : Yue Shi
- Montage : Kit Hung
- Production : Philip Delaquis, Min Li Marti, Liliane Ott et Stefan Zuber
- Pays de production :  Hong Kong,  Suisse et  Allemagne
- Genre : Drame et romance
- Durée : 110 minutes
- Date de sortie : 
  - Hong Kong : 23 juillet 2009

## Distribution
- Lü Yulai : Ricky
- Bernhard Bulling : Pascal / Ueli
- Marie Omlin : la sœur
- Gilles Tschudi : le père
- Ruth Schwegler : la mère
- Jun Kanai : le garçon
- Wong Siu-yin : Popo
- Hannes Lindenblatt : Marcus

## Distinctions
Le film a reçu le prix du jury du Chinese Young Generation Film Forum et a été nommé au Teddy Award dans le cadre de la Berlinale 2009.